# Al-Ittihad Club
Al-Ittihad Saudi Club (arabisk: نادي الاتحاد العربي السعودي) er en saudiarabisk fodboldklub fra Jeddah. Klubben spiller på nuværende tidspunkt i Saudi Pro League, den bedste række i Saudi-Arabien. 
Klubben blev grundlagt i 1927, og er den ældste stadig eksisterende fodboldklub i Saudi-Arabien. Klubben har vundet mesterskabet ni gange.